# Robert Monro
Robert Monro (Obsdale, 1595 circa – Comber, 1680 circa) è stato un generale scozzese.
Robert Monro apparteneva alla famiglia Munro di Obsdale, del Clan Munro di Ross-shire e fu un famoso generale scozzese. Era nipote di Robert Mor Munro, 15º Barone di Foulis, attraverso il suo terzo figlio George Munro, 1º barone di Obsdale. Tuttavia il fratello Robert James mantenne il titolo di 2º barone di Obsdale. La residenza di Robert Monro era Contullich Castle.

## La Guerra dei Trent'anni

### Prime schermaglie
Il primo notevole impegno militare di Sir Robert Monro è stato nella guerra dei trent'anni, durante la quale ha combattuto nell'esercito svedese, sotto Gustavo Adolfo, insieme ad altri 700 membri del Clan Munro, compreso suo cugino Robert Munro, Barone di Foulis, e suo nipote, George Munro, Barone di Newmore. Insieme fecero parte del "Reggimento MacKay Highlanders". Il 10 luglio 1627, un reparto del reggimento fu inviato a unirsi ai loro compagni, poi presidiarono una fortificazione nel Boitzenberg, vicino ad Amburgo, dove il capitano Monro ha avuto il suo primo scontro con il nemico. Gli scozzesi, dopo una disperata lotta riportarono una schiacciante vittoria sui più numerosi assalitori: dovettero però ritirarsi, anche se portarono con sé fucili e munizioni.
Robert Monro sostenne in seguito un grave scontro al Passo di Oldenburg, dove fu ferito; ricevette una ferita dal "fuoco amico" nella parte interna del ginocchio, mentre la sua alabarda gli fu spezzata in mano da una palla di cannone. Il fratello maggiore di Robert, John Munro, 1º barone di Obsdale, si distinse molto in questa occasione e ne uscì incolume. I danesi furono sconfitti e dovettero ritirarsi; anche gli scozzesi si ritirarono come i danesi, che poi ritornarono, questa volta montati sui cavalli. Robert comprese la gravità della situazione e ideò un piano per portare i suoi uomini per la sicurezza. Ordinò ai suoi picchieri di avanzare e caricare i cavalieri, i quali furono rapidamente respinti.

Robert e i suoi uomini furono coinvolti in molte altre battaglie e scontri, in un incidente Monro fu salvato, perché una pallottola fu bloccata dall'elsa della sua spada.

### Assedio di Stralsund
Robert Monro, ormai maggiore, insieme a suo cugino Robert Munro, 18º Barone di Foulis, guidò i suoi uomini nell'assedio di Stralsund, iniziato il 25 maggio 1628 e durato undici settimane. I due Munro furono tra i difensori della città. Uno degli assalti più gravi alla città si svolse il 26 giugno, quando il generale in capo degli Imperiali, Albrecht von Wallenstein, era appena giunto sulla scena. I difensori, avendo saputo del suo arrivo, temevano un duro attacco alle loro posizioni. L'assalto fu fatto nella notte, tra le dieci e le undici, diretto principalmente contro le postazioni custodite dagli Highlanders al comando del maggiore Monro. Il nemico avanzava con un migliaio di uomini. Gli Highlanders furono immediatamente chiamati alle armi e, dopo una dura battaglia che durò un'ora e mezza, gli imperiali furono ricacciati. Tuttavia gli imperiali tornarono e continuarono ad attaccare fino alla mattina successiva, quando finalmente riuscirono a superare le mura esterne; giunsero all'interno della cittadella, ma alla fine furono battuti con spade, picche e colpi di moschetto dagli Highlanders, subendo grandi perdite. Gli imperiali si ritirarono dopo aver perso oltre un migliaio di uomini, mentre gli scozzesi ne persero quasi duecento. Dopo l'assedio il maggiore Robert Monro fu promosso tenente colonnello.

### Assedio di Schiefelbein
Nel 1630 MacKay e Munro marciarono su Schiefelbein, un piccolo luogo fortificato nella Pomerania, al fine di ostacolare il passaggio degli Austriaci, che avanzavano per sostenere Colberg. Ad essi fu comandato di tenere la città più a lungo possibile e di difendere la fortezza fino all'ultimo uomo. L'impresa è ricordata in un'ode latina pubblicata in apertura delle Memorie di Rober Munro, intitolata: Schiefelbeinum urbs et arx Marchiae Brandenburgicae a generoso Domino Roberto Munro bene defensae (La città di Schiefelbein e la piazzaforte della Marca di Brandeburgo ottimamente difese dal generoso signore Robert Munro). I cinquecento scozzesi di Munro hanno respinto l'assedio da parte di 8000 imperiali.

### Francoforte e Lipsia
Robert Monro combatté in seguito alla Battaglia di Francoforte sull'Oder e alla Battaglia di Breitenfeld presso Lipsia nel 1631: gli svedesi ottennero la vittoria in entrambe le occasioni. Tuttavia, l'esercito svedese fu poi sconfitto nella Battaglia di Nördlingen; Robert sopravvisse e tornò in Scozia.

## Guerre dei vescovi
Monro dal 1638 era in Scozia e partecipò ai primi episodi di quelle che furono dette guerre dei Vescovi contro Carlo I d'Inghilterra e anche alle guerre dei tre regni, al servizio dei protestanti Scozzesi. Assunse il comando del Primo reggimento e partecipò alla presa del Castello di Edimburgo insieme ad Alexander Leslie (1639). Durante le "guerre dei Vescovi, il generale Robert Monro assediò la residenza fortificata del vescovo John Guthrie, (Spynie Palace), costringendo il vescovo a rinunciare alla roccaforte. Ciò segnò la fine di Spynie Palace come sede del potere, dopo che era stato sede dei vescovi di Moray per oltre 500 anni.
Sempre nel 1640 il generale Monro assediò Drum Castle del Clan Irvine (realista), che fu preso dopo due giorni, e occupò anche Huntly Castle del Clan Gordon.

## Guerre dell'Irlanda Confederata

### Rivolta dell'Ulster
Nel 1642 andò in Irlanda, nominalmente come secondo in comando sotto Alexander Leslie, ma in realtà al comando dell'esercito inviato dal governo scozzese per sottomettere i ribelli irlandesi cattolici che avevano massacrato i coloni scozzesi nell'Ulster durante la ribellione del 1641. La campagna d'Irlanda di Monro si è svolta in gran parte nel nord dell'Ulster. Dopo aver conquistato e saccheggiato Newry, nel mese di aprile 1642, e dopo il fallito tentativo di soggiogare Phelim O'Neill, Monro riuscì a prendere prigioniero il signore di Antrim, Randal MacDonnell, 1º Marchese di Antrim, a Dunluce Castle.
L'arrivo di Owen Roe O'Neill in Irlanda aveva rafforzato la causa dei ribelli, ora organizzati in una Confederazione, e Monro, che non era stato fornito né di ordini né di materiale bellico, dispiegò una scarsa attività. Inoltre, la guerra civile inglese creava confusione tra le parti in Irlanda, e il re era ansioso di venire a patti con i cattolici ribelli, per aumentare la propria presa sul Parlamento inglese. James Butler, Duca di Ormonde, luogotenente-generale del re in Irlanda, firmò una tregua con i confederati cattolici il 15 settembre 1643, per potersi dedicare a inviare aiuti al re Carlo, in Inghilterra.

### Conflitto in Ulster
Il conflitto che ha avuto luogo nell'Ulster fu particolarmente crudele. Molte delle truppe ribelli erano gravemente indisciplinate e atrocità si sono sommate ad atrocità. La strategia di Monro fu particolarmente spietata e nessun provvedimento è stato risparmiato nella sua campagna contro O'Neil. Il conflitto ha portato a migliaia di innocenti uccisi da entrambe le parti. O'Neil condusse una guerriglia di tipo offensivo in Ulster; Monro, numericamente superiore, distrusse sistematicamente castelli e villaggi in tutta la regione. Devastò le contee di Antrim e Down attuando quella che oggi chiamiamo "politica della terra bruciata". Monro attaccò Newry nel 1642 e prese Belfast nel 1644. Dopo la presa di Newry, Robert Monro pose l'assedio a Coleraine, una città che più tardi divenne il centro delle attività militari del maggiore Daniel Munro nel corso degli anni successivi.

### La conquista di Belfast
Monro nell'Ulster rimase fedele al Parlamento di Scozia dominato dai Covenanter, che non riconobbe l'"Armistizio di Ormonde", sottoscrisse una "Solenne Lega e Alleanza" (Solemn League and Covenant), con i numerosi soldati inglesi che avevano lasciato Ormonde per unirsi a lui. Nel mese di aprile 1644 il parlamento inglese affidò a Monroe il comando di tutte le forze in Ulster, sia inglesi che scozzesi. Egli quindi conquistò Belfast, fece un raid sul Pale e tentò invano di ottenere il possesso di Dundalk e Drogheda. In risposta, gli irlandesi confederati inviarono una spedizione armata in Scozia per sostenere i "Realisti" scozzesi guidati da James Graham, I marchese di Montrose.

### La Battaglia di Benburb
La forza di Monro fu indebolita dalla necessità dell'invio di truppe in Scozia per affrontare Montrose; soldati scozzesi erano stati infatti inviati agli ordini del nipote George Munro di Newmore. Al contrario, Owen Roe O'Neill era stato rafforzato dai rinforzi forniti dal Nunzio Apostolico per l'Irlanda, Giovanni Battista Rinuccini. Il 5 giugno 1646, si combatté la Battaglia di Benburb, sul fiume Blackwater, dove O'Neill respinse Monro, infliggendo oltre 2000 morti alle forze scozzesi, ma consentendogli di ritirarsi al sicuro a Carrickfergus.

### Conflitto a Carrickfergus
Ormonde nel 1647 fu costretto a venire a patti con il parlamento inglese, che aveva inviato dei commissari a Dublino nel giugno dello stesso anno. Gli scozzesi sotto Monro rifiutarono di cedere Carrickfergus, Carrickfergus Castle e Belfast: perciò il parlamento gli ordinò di tornare in Scozia e lo sostituì con George Monck come comandante in capo Irlanda. 

## Prigionia e vecchiaia
Nel settembre 1648 fu catturato e fatto prigioniero da Monk a Carrickfergus grazie a un tradimento. Fu imprigionato nella Torre di Londra, dove rimase prigioniero per cinque anni. Nel 1654 Oliver Cromwell gli permise di risiedere in Irlanda, dove rivendicava le proprietà di sua moglie, che era la vedova del visconte Montgomery di Ardes. Monro continuò a vivere tranquillamente vicino a Comber, contea di Down, per molti anni, e probabilmente vi morì intorno al 1680.
Egli è stato in parte l'ispiratore della figura di Dugald Dalgetty nella Leggenda di Montrose di Walter Scott.